# Hassan ibn Ammar al-Kutami
Abu Muhammad Hassan ibn Ammar al-Kutami (arabisch أبو محمد الحسن بن عمار, DMG Abū Muḥammad al-Ḥasan ibn ʿAmmār; † 1000)  war ein Heerführer (qāʾid) der Fatimiden als Anführer der berberischen Kutāma und im Jahr 996/7 ein Kurzzeitregent des Kalifats für den unmündigen Kalifen al-Hākim bi-amr Allāh.
Ibn Ammar gehörte vermutlich schon dem Kutāma-Kontingent des Eroberungsheers unter dem General Dschauhar as-Siqillī an, welches 969 Ägypten für das Kalifat der Fatimiden eroberte. Erstmals namentlich genannt wird er hier aber erst 973, als er nach dem Einzug des Kalifen al-Muʿizz in al-Qahira (Kairo) Unruhen in den Suqs von al-Fustāt unterdrückte. In den Jahren der Herrschaft des Kalifen al-ʿAzīz (975–996) stieg er zum Anführer der Kutāma auf, welche sich als Rückgrat des Kalifats verstanden und daher ein Vorrecht im Heer und Staat beanspruchten. Allerdings war diese Exklusivität zunehmend bedroht, weil sich die Kalifen in der Staatsführung vor allem auf fachkompetente orientalische Beamte stützten und ihr Heer durch neue Kontingente aus sudanesischen und türkischen Militärsklaven (mamlūk), wie dailamitische Söldner ergänzten.
Als am 13. Oktober 996 Kalif al-ʿAzīz während der Vorbereitungen zu einem Feldzug nach Syrien in Bilbeis verstarb und nur den elfjährigen Sohn al-Hākim als Nachfolger hinterließ, sahen die Kutāma die Gelegenheit zur Übernahme des Staates gekommen. Eigenmächtig proklamierten sie ihren Anführer Ibn Ammar zum „Mittler“ (wisāṭa) zwischen ihnen und dem Kalif, was einer Stellung ähnlich dem eines Wesirs entsprach. Seine Autorität als neuer de facto-Herrscher unterstrich er durch die Annahme eines Ehrentitels, „Treuhänder des Staates“ (amīn ad-daula), womit er Vorbildgeber für zukünftige Militärmachthaber wurde. Umgehend ging er daran, missliebige Personen aus Staat und Heer zu entfernen und durch loyale Kutāma zu ersetzen. Der vormalige Chefminister Isa ibn Nasturus, ein Christ griechischer Abstammung, wurde hingerichtet, weil er sich bei den Kutāma wegen seines Geizes bei der Soldauszahlung verhasst gemacht hatte. Für die ägyptische Bevölkerung offenbarte sich das Regime der Berber (vom griechischen bárbaroi) als verrohte Terrorherrschaft, da sich die als Krieger sozialisierten Kutāma als über dem Gesetz stehend betrachteten und das Volk mit Gewalt, Plünderung und Vergewaltigung drangsalierten.
Fast ein Jahr nach seiner Machtübernahme beging Ibn Ammar den Fehler, das Gros des Kutāma-Heeres nach Syrien zu entsenden, um die dortigen türkischstämmigen Statthalter zu entfernen, die sich seinem Regime nicht beugen wollten. Seine Stellung in Kairo war allerdings alles andere als unumstritten. Im Geheimen hatte hier der Eunuch und Vormund des Kalifen Bardschawan ein Netz aus Einheimischen des Ostens (al-mašriq) gesponnen, die nun die Gelegenheit zum Aufstand gegen die verhassten Berber aus dem Westen (al-maġrib) nutzten. Am 3. September 997 wurden die in Kairo verbliebenen Kutāma von den zahlenmäßig überlegenen türkischen Gardisten übermannt und viele von ihnen umgebracht. Schließlich sahen sich Ibn Ammar und seine verbliebenen Gefolgsleute zur Flucht aus der Stadt genötigt, womit seine Herrschaft endete. Der neue Regent Bardschawan gab sich danach gegenüber den zahlenmäßig dezimierten Kutāma gnädig, die sich wieder als besoldete Krieger in das Fatimiden-Heer einreihen durften. Ihre alte Vorrangstellung aber hatten sie nun endgültig verspielt und im weiteren Verlauf des 11. Jahrhunderts sollten sie im fatimidischen Heerwesen keine nennenswerte Rolle mehr einnehmen.
Auch Ibn Ammar wurde zunächst wieder als General in Gnaden aufgenommen, doch als al-Hākim nach dem Mord am Bardschawan († 26. März 1000) die persönliche Herrschaft übernahm, wurde auch er auf Geheiß des Kalifen exekutiert.

## Bemerkung zur Identität
Ibn Ammar wird häufig als identisch mit dem fast zeitgleich lebenden Hassan ibn Ammar al-Kalbi identifiziert, einem Angehörigen der Kalbiten, die auf Sizilien als Statthalter der Fatimiden regierten. Allerdings war der Clan der Kalb (Banū Kalb) arabischer Abstammung, die aus dem heutigen Algerien stammenden Kutāma-Berber aber wurden ausschließlich von Stammesangehörigen befehligt.